# Улрих фон Шверин
Улрих фон Шверин (на немски: Ulrich von Schwerin; също Huldrich von Schwerin или Huldricus Schwerinus; * ок. 1500; † 1575/1576) е благородник от род Шверин от „линията Путцар в Алтвигсхаген“ в Шверин от Мекленбург, велик дворцов майстер в херцогство Померания-Волгаст и там един от най-влиятелните мъже по неговото време.
Той е син на Йоахим фон Шверин († пр. 1521) и съпругата му Отилия фон Бредов, дъщеря на
Йоахим фон Бредов и Маргарета фон Валдов. Внук е на Улрих фон Шверин и Илзаба фон Фос. Правнук е на	Хенинг Щайнкоп фон Шверин и София фон Борн.
През 1534 г. Улрих е съветник и по-късно дворцов маршал при херцог Филип I  фон Померания-Волгаст, синът на херцог Георг I Померански. През 1547 г. Померания е застрашена от император Карл V заради участието в Шмалкалдийския съюз (от 1531 г.), Улрих получава задачата да ръководи военните задачи. След смъртта на Филип I през февруари 1560 г. той поема по нареждане на херцог Барним IX/XI от Померания-Щетин, ръководството на регентството за петте му малолетни синове. От 1560 г. е в съвета за определянето на новия померански църковен ред.
Той остава велик дворцов майстер и при херцог Йохан Фридрих и отговаря за вътрешните и външни работи на Померания. През Седемгодишната Северна война 1563 до 1570 г. той пази неутралността на Померания и ненамесата във военните конфликти
След напускането на херцог Барним IX/XI от управлението на Померания 1568 г. той координира наследствения въпрос от 3 февруари 1569 г. между петте сина на Филип I.
Улрих фон Шверин има голяма собственост и е толкова богат, че може да дава кредити на херцозите на Померания и също на Мекленбург. Ок. 1545 г. той построява дворец в Путцар. Между 1558 и 1567 г, той построява крепостта Шпантеков.

## Фамилия
Улрих фон Шверин се жени пр. 1530 г. за Анна фон Арним († сл. 1580), дъшетря на Ахим II фон Арним († 28 февруари 1535) и Елизабет фон дер Шуленбург (* ок. 1500), дъщеря на Вернер XI фон дер Шуленбург († 1515) и Елизабет Ганз цу Путлиц († 1515). Те имат седем сина, между тях:
- Бернхард фон Шверин († 1592/1593), женен ок. 1582 г. за Анна фон Рор (* 1565, Нойхаузен; † 12 април 1616, Шпантиков); имат 4 дъщери
- Йоахим фон Шверин († пр. 27 юни 1620), женен пр. 16 януари 1583 г. за Катарина фон Нойенкирхен, (* пр. 1569; † сл. 1595); имат две дъщери и 1 син; Той построява от 1576 до 1579 г. замък Ландскрон.[3]
- Лудолф фон Шверин († 1607/1612), женен пр. 1587 г. за Доротея фон Рор († сл. 1634); имат дъщеря